# 多黏菌素B
多黏菌素B（英語：Polymyxin B）是一种主要用于治疗革兰氏阴性菌感染药物。它是从一种名为多黏芽孢杆菌（Bacillus polymyxa）的细菌中被分离出来的。多黏菌素B是多黏菌素的一种，由两种非常近似的化合物混合而成：多黏菌素B1和多黏菌素B2。除變形桿菌屬外，它对几乎所有革兰氏阴性杆菌均有杀菌作用。多黏菌素的作用原理是与细胞膜黏附，改变细胞膜的结构使之通透性变强，细胞因吸收周围环境过多的水分而膨胀死亡。它是带有正电荷的碱性蛋白，像常用于去污的表面活性剂一样。副作用包括神经毒性以及急性肾小管坏死。
1. 多黏菌素通常与脂肪酸结合，在生理条件下具有表面活性剂作用，具有亲水和疏水的双重特性
2. 多黏菌素只用于革兰氏阴性菌感染的治疗，对革兰氏阳性菌几乎没有抗菌活性，因为革兰氏阳性菌的细胞壁太厚无法与细胞膜结合

## 作用机制
1. 改变细胞壁的通透性：与细胞壁脂多糖区域的一个带负电区域结合，这个区域对于处于环肽区的带有正电的氨基酸基团有吸引力，而这个区域通常是钙离子及镁离子的结合区域。这造成了细菌细胞外膜的不稳定。
2. 多黏菌素的脂肪酸基团溶解了细胞膜的疏水基团，细胞膜被断离。
3. 细胞内容物露出，细胞呼吸作用被阻止。
4. 多黏菌素可以与内毒素结合使之丧失活性。[1]
5. 以上作用机制无特异性，对各种类型的细胞膜均有效。

## 科研应用
除了用于抗菌外，多黏菌素B还可以被用来清除各种试剂中的内毒素。

## 不良反应
多黏菌素B的严重副作用主要包括肾毒性，神经毒性和超敏反应。罕见的不良反应包括使用多黏菌素B後出現皮膚顏色變黑現象。